# Aglossorrhyncha stenophylla
Aglossorrhyncha stenophylla är en orkidéart som beskrevs av Rudolf Schlechter. Aglossorrhyncha stenophylla ingår i släktet Aglossorrhyncha och familjen orkidéer. Inga underarter finns listade i Catalogue of Life.